# 竹元正美
竹元 正美（たけもと まさみ、1945年‐）は、日本の外交官。ホンジュラス、ウルグアイの両国で特命全権大使を歴任した。元東宮侍従。

## 略歴
長野県長野市生まれ。早稲田大学法学部卒業後、1970年に外務省入省。米国ドゥルー大学大学院修士号取得（国際関係論）。
外務省アメリカ局、中近東アフリカ局、経済局、韓国大使館、オーストラリア大使館、欧亜局、中近東アフリカ局勤務後、1986年に宮内庁東宮侍従。皇太子・同妃の訪米と、礼宮のブラジル訪問に随行した。
1988年、外務省経済局海洋課長。大臣官房儀典官。
1990年、儀典官として即位の礼に参列する外国人賓客の受け入れ準備に当たる。
海外勤務では、韓国大使館一等書記官、豪州大使館一等書記官、タイ大使館公使、スペイン大使館公使。タイ及びスペインでは、天皇・皇后の公式訪問を現地で迎えた。
1999年より在ヒューストン総領事。ジョージ・W・ブッシュ元大統領が当時テキサス州知事であったことから大統領選挙をつぶさに観察。
2001年、ホンジュラス国駐箚 特命全権大使。長岡藩の故事である「米百俵」を演劇公演。
2004年、宮内庁式部副長。
2007年、ウルグアイ国駐箚 特命全権大使。日本人移住100周年記念式典を行う。
2010年、査察担当大使。
2011年、外務省退職。一般社団法人国際文化教育協会理事長。

## 著書
- 『皇室ってなんだ!?』（扶桑社、2017年）
- 『米百俵海を渡る：中米・ホンジュラスの“サムライ”が感涙を呼んだ』（日之出出版、2004年）